# Râul Hérault

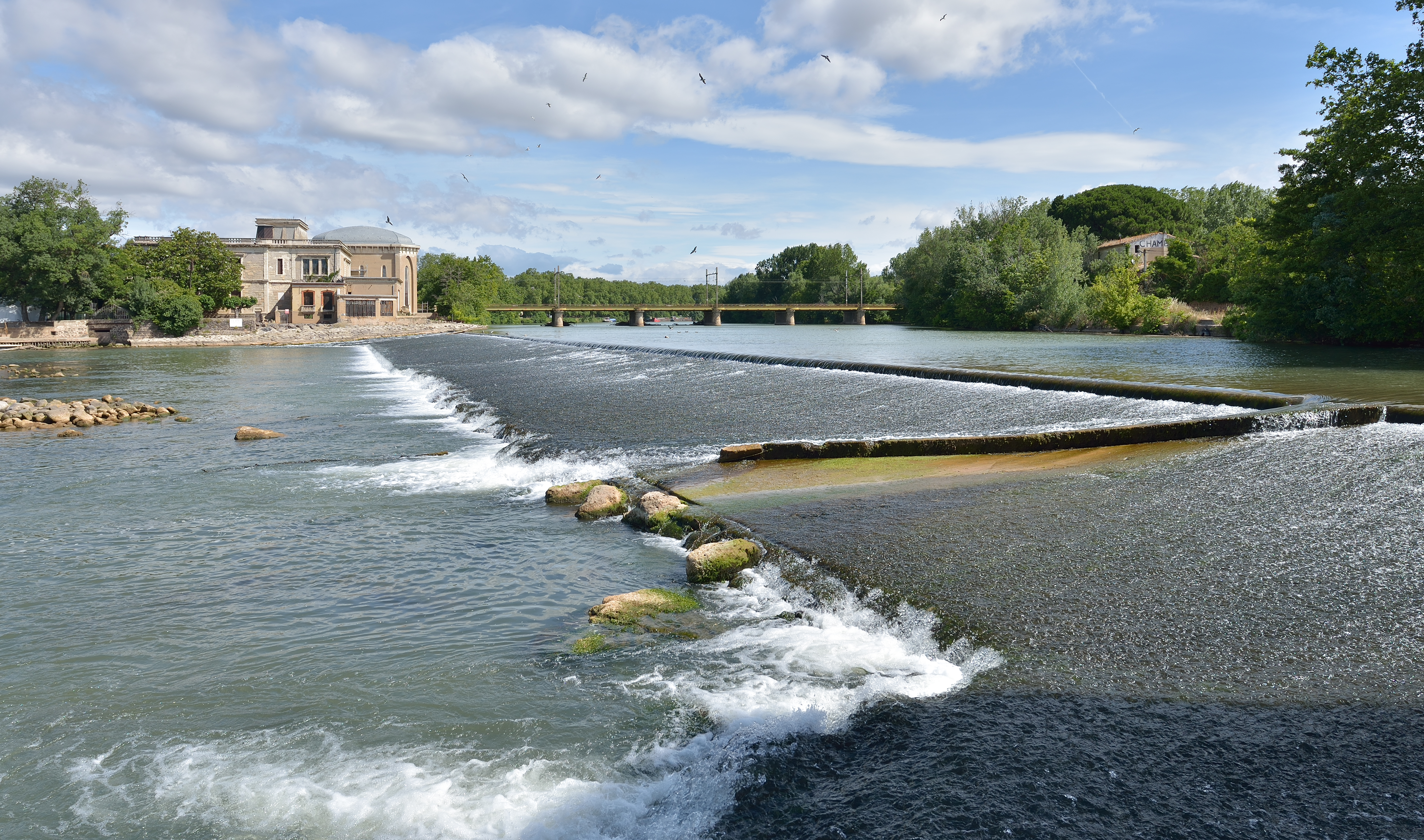

Hérault este un râu în sudul Franței. Izvorăște din departamentul Gard lânga localitatea L'Espérou, din Muntele Aigoual în Masivul Central. Are o lungime de 160 km, un debit mediu de 43,7 m³/s și un bazin colector de 2.550 km². Se varsă în Marea Mediterană la Agde.